# Squallor Hall, Night Long
Squallor Hall, Night Long è un singolo 12" dei Similsquallor del 1989, stampato dalla CGD con numero di catalogo CGD 15401.

## Descrizione
Squallor Hall, Night Long è un singolo prodotto dai La Bionda, remix contenente vari spezzoni recitati dalla voce di Alfredo Cerruti tratti da vari brani degli Squallor, con aggiunte di Fausto Terenzi. Il brano, presente in tre remix, è scritto da Roberto Baldi, Carmelo La Bionda, Michelangelo La Bionda e Totò Savio.
La copertina del disco cita le più note copertine degli album CGD/CBS degli Squallor, si ritrova infatti il cavallo di Troia (1973), le palle da biliardo di Palle (1974), la pompa da benzina di Pompa (1977), il fungo fallomorfo di Cappelle (1978), la tromba con la bocca di Tromba (1980), la donna cibernetica di Mutando (1981) e un poster raffigurante la donna di spalle di Scoraggiando (1982).
La versione presente sul lato A del singolo, presenta un medley vocale di brani tratti da tutta la discografia CGD, con voce di Alfredo Cerruti e aggiunte di Fausto Terenzi. La prima traccia presente sul lato B, Squallor Hall, Night Long (Purga Version), è una versione strumentale del medesimo brano, mentre la seconda traccia, Squallor Hall, Night Long (Cappella Version), è un remix, che, sulla medesima base dance degli altri brani, sovrappone una traccia vocale di Alfredo Cerruti.

## Tracce
Lato A
1. Squallor Hall, Night Long – 5:52 (Roberto Baldi, Carmelo La Bionda, Michelangelo La Bionda, Totò Savio)

Durata totale: 5:52
Lato B
1. Squallor Hall, Night Long (Purga Version) – 5:50 (Roberto Baldi, Carmelo La Bionda, Michelangelo La Bionda, Totò Savio)
2. Squallor Hall, Night Long (Cappella Version) – 3:20 (Roberto Baldi, Carmelo La Bionda, Michelangelo La Bionda, Totò Savio)

Durata totale: 9:10